# Enea Riboldi
Enea Riboldi (Milano, 3 agosto 1954 – Milano, 7 maggio 2025) è stato un disegnatore e illustratore italiano.
Enea Riboldi disegnò per la Sergio Bonelli Editore. Fu il copertinista ufficiale dal numero 1 della serie Dampyr ideata nel 2000 da Mauro Boselli e Maurizio Colombo, inclusi Speciali e Maxi.

## Biografia
Nei primi anni settanta entra a far parte dello StudiOriga di Milano, fucina di giovani artisti. Esordisce realizzando le matite di vari pocket, fra cui MisterLady e Maghella inchiostrati da Leonardo Gagliano e Renzo Savi ed editi da Furio Viano ed Ediperiodici. Disegna storie brevi per la rivista musicale Gong diretta da Graziano Origa. Qualche anno dopo entra a far parte dello studio Leone Cimpellin e del Comix Studio, composto da Carlo Ambrosini, Giampiero Casertano ed altri professionisti.
Negli anni ottanta, collabora con la RAI, realizza carte da gioco, illustrazioni per wargame (fra cui Rommel dell'International Team) e vari lavori pubblicitari.
Dal 1985, disegna le copertine di Indiana Jones, comic book americano pubblicato in edizione italiana.
Dal 1983 al 1987, disegna la storia Vol Solitaire - una storia di piloti in guerra scritta da Antonio Tettamanti - pubblicata in volume da Dargaud in Francia (1986) e poi in Italia da Comic Art (1988) e, con un episodio inedito, da L'Isola Trovata con il titolo Deadly White (1989).
Dal 1990, disegna su testi di Mario Gomboli e Alfredo Castelli alcuni episodi ispirati alle avventure dell'alpinista Walter Bonatti, apparsi sulla rivista Magic Boy, oltre che qualche breve storia per il mensile Splatter della Acme.
Collabora a Dylan Dog, disegnando tre storie apparse su tre albi Giganti: Cronache di straordinaria follia, sui testi di Claudio Chiaverotti e Il vicino di casa sui testi dell'allora esordiente Pasquale Ruju sul Gigante n. 4 del dicembre 1995; Il mistero dell'isola D'yD sui testi di Tiziano Sclavi, sul Gigante n. 6 del novembre 1997 e Cuori randagi, sempre sui testi di Tiziano Sclavi, sul Gigante n. 8 del novembre 1999.
Nel 1998, Enea realizza le illustrazioni di Caterina dei briganti di Francesco Costa per la Collana Junior di Arnoldo Mondadori Editore.
Per oltre due decenni realizza vignette per la rivista Bolina.
Nel 2005, esce in Francia Cap Horn (La baie tournée vers l'est), primo tomo di una saga storica scritta da Christian Perrissin, disegnato da Riboldi e colorato dal Km Zero Team (Simone Massoni, Cosimo Lorenzo Pancini e Naomi Mallegni), per i tipi de Les Humanoïdes Associés.